# César Cervantes
César Cervantes, né le 24 septembre 1963 à Lima, est un général retraité de la police nationale, avocat et homme politique péruvien. Il est ministre de l’Intérieur entre le 10 et le 21 décembre 2022.

## Biographie

### Études
César Cervantes poursuit des études en administration et sciences policières à l'École des officiers de la police nationale et en sort à la deuxième place en 1989. Il sort premier des cours afin d'être capitaine en 2003 et deuxième pour être promu lieutenant.
Il est également diplômé en tant qu'avocat de l'Université nationale Federico Villarreal (es) et suit les cours d'état-major général en 2005 (COEM-2005).
César Cervantes complète également son cursus avant d'entrer dans la police nationale en étant diplômé en défense nationale et en ordre intérieur à l'université pontificale catholique du Pérou.

#### Diplômes lors de sa carrière dans la police
En 2016, César Cervantes participe au programme de haut commandement en ordre interne de l'école doctorale de la police nationale, avec des études à l'Université pontificale catholique du Pérou.
Il est également diplômé d'une maîtrise en haute direction en sécurité internationale de la Garde civile espagnole à l'Université Charles-III de Madrid en Espagne, promotion de l'année 2019-2020.
Enfin, il est diplômé en tant qu'expert en analyse du renseignement à l'Université autonome de Madrid.

### Carrière dans la police nationale

#### Colonel puis général
En tant que colonel de la police, il commande la division de recherche de la Direction nationale du renseignement du ministère de l'Intérieur entre 2013 et 2017.
Le 1er janvier 2018, César Cervantes est promu au grade de général, et il est affecté pour commander une unité de la police dans les départements de Piura et Tumbes, entre février 2018 et février 2019.

#### Directeur général de la police nationale
Le 27 novembre 2020, César Cervantes est nommé Directeur général de la Police nationale du Pérou sous le gouvernement de transition du président Francisco Sagasti.
Le 11 septembre 2021, il est mis évincé pour des motifs politiques, Pedro Castillo lui reprochant de ne pas avoir informé la perquisition des locaux de Pérou libre, le parti au pouvoir, ainsi que les propriétés de Vladimir Cerrón, son dirigeant et faisant l'objet d'une enquête par le parquet anti-blanchiment.

### Parcours politique
Le 10 décembre 2022, César Cervantes est nommé ministre de l'Intérieur dans le gouvernement de technique et d'union nationale de la présidente Dina Boluarte.
Trois jours après son entrée en fonction, plusieurs parlementaires du Congrès, membres des groupes parlementaires de gauche soutenant l'ancien gouvernement (PL, PD, PB et CD-JP), ont présenté une motion d'interpellation contre Cervantes, afin qu'il réponde à une liste de plusieurs questions sur la mort de citoyens lors des manifestations contre le gouvernement de la présidente Dina Boluarte,.